# Turcomanos en Pakistán
Turcomanos en Pakistán son aquellos inmigrantes Turcomanos originarios de Turkmenistán y de Afganistán los cuales se estima en más de 6.000 personas de etnia turcomana, según estimaciones nacionales y de las Naciones Unidas. Se trata principalmente de refugiados que huyeron de Turkmenistán a Afganistán tras la Revolución Bolchevique de 1917 y luego de Afganistán al vecino Pakistán tras la inestabilidad iniciada a partir de la invasión soviética de Afganistán y los sucesivos conflictos que afectan a ese país. En consecuencia, un gran número de estos se ha asentado en Pakistán durante décadas y muchos son parte de la segunda y tercera generación de turcomanos viviendo allí.
Industria de alfombras
Los turcomanos en Pakistán son pioneros de una industria de alfombras de gran éxito y reputación. Para ganarse la vida, muchos han asumido el papel de producir alfombras turcomanas que tienen una gran demanda tanto dentro como fuera del país. En la cultura turcomana, el tejido de alfombras es una tradición que se remonta a las raíces nómadas. Hoy, el comercio es la principal fuente de sustento y oportunidades económicas para la comunidad. Los de la industria son consignados por mayoristas paquistaníes que proporcionan diseños y patrones, con una paga de 2.000 a 3.000 rupias por metro cuadrado. Al trabajar todos los días desde temprano en la mañana hasta tarde en la noche, una persona generalmente puede producir un metro cuadrado en un mes. El negocio ha transformado las aldeas turcomanas en maquiladoras gigantes. Muchos turcomanos han afirmado estar en mejores condiciones económicas que el millón de refugiados afganos en Pakistán.

## Sociedad
La mayoría de los turcomanos tienen su base en las partes del norte del país; la ciudad de Babu, cerca de Peshawar, es el campamento de asentamiento más grande. La tierra en la que viven es cortesía del gobierno de Pakistán y hace años recibieron ayuda internacional para construir sus casas; sin embargo, las condiciones de vida a veces se han descrito como inadecuadas con pocas líneas eléctricas y dificultades en el acceso al agua. Muchos refugiados tampoco tienen los recursos para alquilar campos y cultivar en las tierras de cultivo circundantes.
Una parte considerable de los inmigrantes turcomanos en Pakistán son originalmente ciudadanos afganos que emigraron al país hace menos de dos décadas. Un censo de 2005 mostró que había más de 6.000 turcomanos afganos viviendo solo en la provincia de Baluchistán y formaban un 0,8% de la población afgana local.

## Relaciones bilaterales
Tras la caída del régimen talibán en Afganistán en 2001, este país junto a Turkmenistán y Pakistán firmaron un acuerdo para la construcción de un gasoducto que une los tres países. Esta obra ha sido patrocinada por EE. UU..